# Gaillet oblique
Galium obliquum
Espèce
Classification phylogénétique
Le Gaillet oblique, ou Galium obliquum, est une espèce de plante du genre Galium et de la famille des rubiacées.